# Législature 2005-2009 du Grand Conseil du Canton de Neuchâtel
La Législature 2005-2009 du Grand Conseil du canton de Neuchâtel a débuté par les élections du 10 avril 2005 et s'est achevée en 2009.

## Composition législature 2005-2009
| Nombre de sièges         | 115           |
| Dernière élection        | 10 avril 2005 |
| Législature              | 2005–2009     |
| Corps électoral          | 127 461       |
| Suffrages exprimés       | 56 308        |
| Participation électorale | 44,18 %       |

| Parti                                  | Pourcentage | Sièges |
| -------------------------------------- | ----------- | ------ |
| Parti socialiste suisse (PS/SP)        | 33,70 %     | 41     |
| Parti libéral suisse (PLS/LPS)         | 20,76 %     | 25     |
| Union démocratique du centre (UDC/SVP) | 16,43 %     | 17     |
| Parti radical-démocratique (PRD/FDP)   | 12,95 %     | 15     |
| Les Verts (V/GPS)                      | 3,91 %      | 10     |
| Parti suisse du travail (PdT/PdA)      | 3,53 %      | 6      |
| Solidarités (Sol)                      | 7,44 %      | 1      |
| Autres partis                          | 1,28 %      | –      |